# Camila Sanabria
María Camila Sanabria Pereyra (Santa Cruz de la Sierra, Bolivia; 23 de noviembre de 1994)  es una destacada modelo y reina de belleza de Bolivia. En 2022, ganó el título de Miss Supranacional Bolivia y compitió en el certamen Miss Grand Internacional 2022. Además, fue designada como Miss Bolivia 2022, lo que le permitió representar a su país en el concurso de Miss Universo 2022.

## Concursos de Belleza

### Miss Santa Cruz 2022
El 23 de abril de 2022 Camila Sanabria compitió con otras candidatas en el Miss Santa Cruz 2022 donde logró obtener el título y fue coronada como Miss Santa Cruz 2022 y obtuvo el derecho de poder representar a su departamento Santa Cruz en el Miss Bolivia 2022, llevando el título de Miss Santa Cruz.

### Miss Bolivia 2022
El 16 de julio de 2022, Sanabria compitió contra otras 24 candidatas en el Miss Bolivia realizado en Santa Cruz de la Sierra donde llegó a obtener el título de Miss Supranacional Bolivia 2023. 

### Miss Grand Internacional 2022
El certamen de Miss Grand Internacional fue realizado el 25 de octubre del 2022 en Bogor, Indonesia, Camila representó a Bolivia y no logró clasificar.

### Miss Universo 2022
Debido a la controversia que había generado Fernanda Pavisic hasta en ese momento la actual Miss Universo Bolivia 2022, La organización de Promociones Gloria decidió darle el título de Miss Bolivia Universo a Camila Sanabria. Hecho que alegro a la población Boliviana ya que siempre se vio a Camila como la verdadera Miss Bolivia.
Como Miss Bolivia, Sanabria representó su país natal Bolivia en el certamen Miss Universo 2022 que se llevó a cabo en Nueva Orleans, Estados Unidos, el 14 de enero del 2023, en el cual no logró clasificar.

### Miss Supranacional 2023
Si bien el título le pertenecía a Camila, ella consideró mejor ceder su participación asegurando que "tiene muchos proyectos personales". 

## Vida personal
Camila es Licenciada en Administración de Empresas desde el año 2017. Posteriormente, realizó un Máster en Dirección de Marketing y Gestión Comercial en EAE Business School, Madrid.
Es nieta del reconocido escritor Boliviano Hernando Sanabria y de la cívica femenina Celia Salmón. También es prima de la top model Boliviana Cecilia Sanabria.
Actualmente está en pareja con el inversor Luis Hernán López, que reside en Buenos Aires.